# Módłki
Módłki (dawniej niem. Modlken) – wieś w Polsce położona w województwie warmińsko-mazurskim, w powiecie nidzickim, w gminie Nidzica. W latach 1975–1998 miejscowość administracyjnie należała do województwa olsztyńskiego.

## Historia
Wieś lokowana w 1436 r. na 18 łanach na prawie chełmińskim. W 1818 r. we wsi mieszkało 61 osób, zamieszkałych w 13 domach. W 1858 r. obszar wsi wynosił 2690 morgów ziemi. Szkoła we wsi powstała pod koniec XIX w. W 1871 r. we wsi było 27 domów z 176 mieszkańcami. W 1980 r. we wsi było 29 domów i 192 mieszkańców. W 1939 r. w Módłkach mieszkały 204 osoby.